# Borgonato
Borgonato (Burgunat in dialetto bresciano) è una frazione del comune italiano di Corte Franca.
Costituì un comune autonomo fino al 1928, quando venne unito ai comuni di Colombaro, Nigoline e Timoline, a formare il comune di Corte Franca.
Famoso per la presenza dell'azienda vinicola Berlucchi, leader nel settore franciacortino.

## Geografia fisica
Borgonato si trova al centro del teatro morenico della Franciacorta, su un colle roccioso analogo alle formazioni geologiche (il medolo) del Monte Alto e dei monti alle spalle di Provaglio d'Iseo. Probabilmente il colle divideva il ghiacciaio in due lingue (similmente al promontorio di Sirmione sul Garda). Borgonato e la frazione più a sud, est e sud-est di Corte Franca, confinando con Monterotondo di Passirano ad est. Il centro storico e sviluppato principalmente al lato nord del colle intorno al cui è posizionata. Intensiva è la coltivazione di uva da vinificazione. 

## Storia
Ancora oggi sono visibili cave di pietra sui dossi del colle a sud del paese, ove si estraevano blocchi calcarei per i più vari usi tra cui edifici e muri.
Secondo il Guerrini il nome deriverebbe da Brugo (nome d'uso comune dell'Erica arborea, la Calluna vulgaris) o da Prugna (Prunus spp.), collegandosi alla voce dialettale "brogne", ipotizzando l'esistenza in questo luogo di un pruneto selvatico, da cui deriverebbero i collettivi brognato/brogonato d'onde Borgonato. Benché suggestiva tale ipotesi è poco accreditata; la Calluna predilige terreni acidi mentre il colle è per lo più calcarico (quindi più di tipo basico). Anche se potrebbero essere presenti diversi tipi di depositi morenici con diversa acidità o calcari selciferosi (più acidi) . Le prugne vengono introdotte intesivamente dai romani solo in epoca tardo imperiale.
Altri autori invece optano per l'origine celto-gallica del nome, riconducendo al termine "born" e poi a quello medievale "borna" tutti e due col significato di confine, ma senza dare informazioni circa gli oggetti della delimitazione. 
Un altro autore opta invece per una derivazione dal nome personale Bergonius o Burco. 
Del tutto Fantasiosa è invece la derivazione che parrebbe più immediata, ovvero, "Borgo" (inteso come piccolo paese) più "Nato" (nascente dalla palude sottostante). 
Il paese viene citato nel codice longobardo col nome di Borgonago in documenti dell'879 e 905 ed a quest'ultimi si ipotizza la fondazione vera e propria come molti altri paesi lombardi terminanti in -ago (es. Il vicino Cazzago).  
Nel registro veneto: "nobili rurali od agresti del territorio bresciano tra il 1426 al 1498" al foglio 56, il paese viene denominato Borgonado e non viene riportata alcuna famiglia nobile.
Il Catasto Napoleonico del 1810 è la prima mappa “moderna” del paese. Sono riportati gli edifici presenti all'epoca:
- Case Lana (oggi Berlucchi)
- Nuova Chiesa Parrocchiale di San Vitale, con Campanile
- Vecchio complesso San Vitale (a nord della strada principale)
- Monte di Pietà (a sud della strada, di fronte a San Vitale Vecchio: ancora oggi una lapide lo ricorda)
- La Fabbrica (a nord della strada, poco prima del passaggio a livello)
- Castello con San Salvatore, sulla collina
- La Palazzina (a ovest di San Vitale vecchio)

Lo schema della viabilità del paese, con la strada principale in direzione ovest-est e le strade secondarie (ancora non asfaltate) nord-sud è probabilmente antico.

### Epoca Romana
Nel 1991 in via Risorgimento, località Fornaci Quattrovie (comune di Adro, ma a pochi metri dal confine con Corte Franca) sono state casualmente notate, durante un'aratura profonda per l'impianto di un vigneto, delle chiazze di terreno di colore diverso, con presenza in superficie di ceramiche, laterizi rotti e cenere. In seguito alla rilevazione del magnetismo terrestre è stato scoperto che la zona in passato aveva ospitato, in vari punti, fenomeni di combustione ad elevate temperature. Lo scavo archeologico eseguito nel punto in cui maggiori erano i valori del geomagnetismo ha consentito di rinvenire una fornace circolare per la cottura dell'argilla, del tutto simile a quelle trovate a Lonato (visitabili). Grazie alla prova della termoluminescenza, eseguita su alcuni frammenti di cotto, è stato possibile datare la fornace tra il I e il V secolo d.C. La fornace era stata scavata direttamente nel substrato argilloso ed il calore sprigionato nella cottura dei laterizi aveva arrossato il terreno circostante. Questo fatto ha consentito di constatare la presenza di due fornaci: una più antica, poi sostituita da una nuova e più grande.
La cottura era intermittente, durava 5/6 giorni per ogni ciclo. Durante questo periodo era necessario alimentare continuamente la fornace con fascine. Intorno c'erano quindi lavori ausiliari come la preparazione dell'argilla in grandi vasche (dove veniva mescolata alla paglia), la formatura dei mattoni crudi e l'essiccazione prima della cottura. Il terreno circostante doveva perciò abbondare di argilla e di legna.
Tra i reperti trovati quelli più significativi sono costituiti da un comignolo, dal piedino di una statua, da un cippo votivo, da manici di anfore e da un peso da telaio con un'iscrizione probabilmente in alfabeto etrusco. Il reperto più importante è però rappresentato da una antefissa (decorazione architettonica che veniva posta sulla linea di gronda del tetto romano, posto più o meno dove oggi corrono le grondaie). Quest'ultima è incompleta e presenta un viso di Gorgoni o Medusa. È sicuramente il pezzo più bello trovato. Grazie ad altre antefisse trovate in altre località bresciane è possibile ricostruire la forma originaria.
In seguito in zona è stata trovata anche una villa romana (oggi si vedono i lavori di recupero, fermi). Probabilmente la villa e la fornace erano connesse fra loro

## Monumenti e luoghi d'interesse

### Castello di Borgonato ed Ex-chiesa di San Salvatore
Nel 1997 è stata eseguita sulla collina, che si eleva a sud del paese, una campagna di sondaggi archeologici autorizzata dalla Soprintendenza e dal proprietario sig. Guido Berlucchi. Per ottimizzare i tempi, sono state scavate due trincee, una in direzione nord-sud e una est-ovest, al fine di esplorare un'eventuale stratificazione storica. È stato trovato uno strato di circa 1 metro di macerie di edifici demoliti. Vista l'altezza della collina, è logico immaginare che siano i resti demoliti degli edifici che sorgevano sul posto e non macerie trasportate da altri luoghi. Inoltre è stata trovata una moneta del III secolo d.C. Dopo questa scoperta è stato ingrandito il sondaggio ed è stato trovato il fondo di una capanna rotonda, con i focolari nei quali sono stati trovati due piatti di bronzo e ceramiche. La capanna, databile al IV - V secolo d.C., non era probabilmente isolata, per cui si può ipotizzare la presenza di un villaggio in epoca tardo-romana. Accanto alla capanna sono stati trovati altri reperti del IX – X secolo.
Nel periodo longobardo-carolingio (VIII-IX secolo) viene citata per la prima volta (come proprietà del monastero bresciano di San Salvatore-Santa Giulia) la corte di Bogonago. La posizione esatta è ignota, ma probabilmente era sulla collina del Castello. La corte era un'azienda agricola con case e strutture agricole. Bogonago è citata nuovamente nel 905, sempre in documenti di Santa Giulia: aveva due case (in legno), una caminata (casa in pietra con camino, da cui il nome) e un mulino. La posizione di quest'ultimo è ancora ignota, probabilmente si trovava nella Valle di Bornato, dove ancora oggi c'è il Mulino della Valle.
La corte era recintata, prima con una palizzata in legno, poi con un muro in pietra. La chiesa era al di fuori del recinto. Il documento cita l'allevamento di pecore e maiali, il che implica la presenza di prati (per le pecore) e boschi di querce, probabilmente sui dossi a sud del paese.
Nel X – XI secolo inizia la fase dell'incastellamento, forse come forma di difesa dalle periodiche invasioni degli Ungari. Questi entravano in Italia dall'attuale Friuli e dilagavano e saccheggiavano il nord-Italia seguendo le vie Consolari Romane. Presumibilmente non sono mai arrivati in Franciacorta, ma è possibile che le notizie delle loro scorrerie sia stata sufficiente per far nascere i castelli.
Nel 1832 la famiglia Lana acquista il colle dalla vicinìa (comune rurale retto dall'assemblea dei capifamiglia) e allegato all'atto di acquisto c'è una mappa che mostra il castello con le mura e la chiesa al di fuori. Dell'antico castello rimane oggi solo la torre, inglobata in un edificio più grande, il resto è stato demolito probabilmente dal Conte Lana. Dentro alle mura oggi non c'è nulla, ma un tempo vi erano le case (canève) dove la gente si rifugiava in caso di pericolo, mentre normalmente stava nelle case fuori dalle mura (castello ricetto).
Le mura erano insufficienti a reggere l'impatto di un esercito in guerra, ma servivano perfettamente per difendersi dalle contese con paesi vicini. La torre è intonacata, tranne un piccolo pezzo di muro oggi interno, sul quale si evidenzia una feritoia allargata alla base nei secoli successivi per far passare gli archibugi, più larghi degli archi.

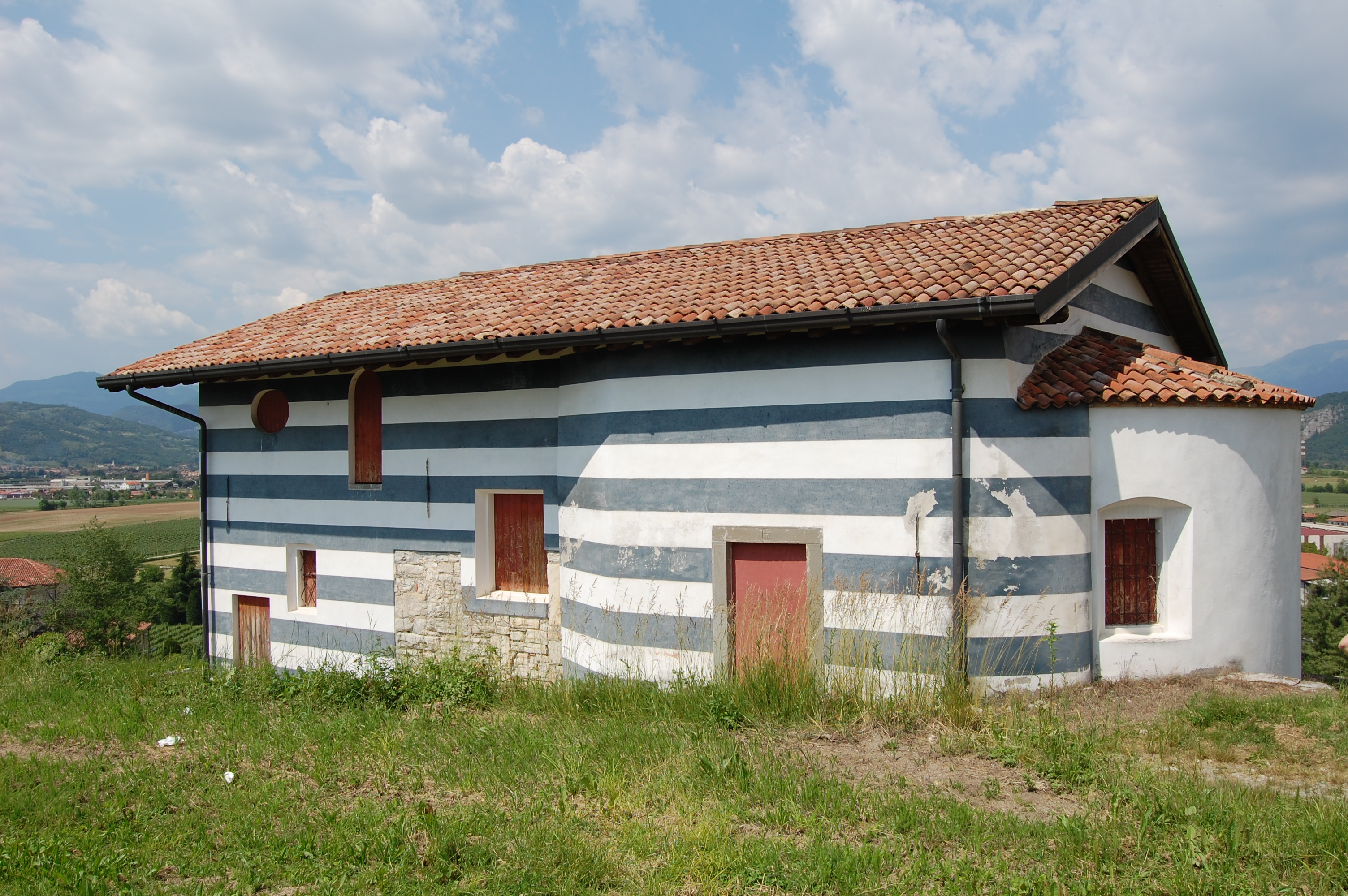
Chiesa di San Salvatore

#### Chiesa di San Salvatore
La Chiesa di San Salvatore è stata costruita nel XII secolo, quando la proprietà era ancora del monastero di San Salvatore / Santa Giulia di Brescia. Nel '400 è stato aggiunto un portico, che poi è stato tamponato (dai Lana?). Recentemente era usata come stalla. Gli affreschi del presbiterio sono stati strappati negli anni sessanta e spostati nella Chiesa Parrocchiale (San Vitale nuova), dove però sono stati praticamente rifatti, perché la superficie originaria era sferica e quella nuova piatta, per cui le immagini risultavano deformate. Gli affreschi sono comunque ancora parzialmente visibili nella volta presbiteriale (lo strappo non cancella completamente l'affresco) mentre sulle volte a crociera del portico addossato alla facciata si nota un simbolo di San Bernardino, che implica un'influenza francescana.
La chiesa ha una forma non regolare, perché originariamente era inserita tra le mura del castello e il dirupo. Esternamente è stata restaurata, mentre all'interno sono state demolite le strutture della stalla ma non si è proceduti all'ulteriore restauro.

### Complesso di San Vitale Vecchio con Ex-chiesa
Il complesso è stato restaurato a partire dal 2003, prima era in uno stato di forte degrado. Ad esempio, il presbiterio della chiesa era usato come stalla e fienile, e le cappelle come legnaia e parte della chiesa era diroccata.  
La sua posizione è più bassa rispetto alla chiesa parrocchiale e più vicina all' attuale oratorio. 
Gli edifici sono pluristratificati, con successive demolizioni e ricostruzioni e cambi d'uso. La prima costruzione dell'edificio è attestato nel VIII secolo, quando tutta la proprietà era afferente al monastero di San Salvatore e Santa Giulia di Brescia, benché sia certo che il bene in sé sia preesistente a carattere generale, infatti nel brolo (ad ovest del complesso) è stata trovata una fossa riempita con pietre e materiali di epoca romana. Probabilmente questo deposito era un fondo di capanna e la massicciata era usata come vespaio, per isolare il pavimento di legno. 
Ad ovest della chiesa sono state trovate tracce di bruciatura: è una fossa di cottura della calce. Si cuocevano le pietre di medolo, poi venivano essiccate e frantumate.
Probabilmente la calce prodotta è servita per la costruzione della chiesa, in seguito è stata chiusa e l'area utilizzata come cimitero.
Poco più a nord dell'edificio c'era il cimitero medioevale: nel corso del tempo il complesso degli edifici si è ampliato, per cui il cimitero si è spostato sempre più verso ovest. In tutto si contavano circa 180 tombe nell'area del brolo e altrettante sotto gli edifici. Sono state scavate alcune tombe a campione. Ci sono sepolture in lenzuolo in nuda terra (si riconoscono per le braccia distese lungo i fianchi e non composte), in casse di legno (il legno è scomparso, ma sono rimasti i chiodi) e in casse di pietra, fatte con pietre piatte sia come perimetro che come copertura. La particolare composizione del terreno ha permesso la conservazione di tutti gli scheletri. Una tomba in pietra ha una sorta di “cuscino” per la testa della salma. Non sono stati trovati reperti, ad eccezione di un anellino: dal tempo della cristianizzazione dei Longobardi si è perso l'uso del corredo funerario.
Al termine dell'indagine archeologica le tombe sono state rimosse, le ossa sono state benedette e traslate in un ossario situato nel perimetro della chiesa.
L'indagine archeologica ha permesso di trovare i perimetri di ben quattro chiese precedenti alla forma attuale:
- 1ª chiesa: costruita nell'VIII secolo, era molto piccola (aula di 5 × 6 metri), con una piccola abside semicircolare. Era la chiesa della comunità, non del monastero di San Salvatore che infatti non la cita mai nei suoi documenti. È stato trovato un velario dipinto (tende dipinte). Una lettera fra due preti dell'XI secolo (non di Borgonato) ne chiarisce l'utilizzo: chi scrive suggerisce al destinatario di sostituire le tradizionali tende presenti in chiesa con dei dipinti, perché non necessitano di manutenzione.
- 2ª chiesa: nel X – XI secolo viene aggiunta a sud una nuova navata e una nuova abside, di dimensioni più o meno analoghe a quelle precedenti. Si crea così una chiesa doppia (a due navate), costruzione non così rara come si pensava fino a poco tempo fa. Il pavimento è stato sopraelevato. Tra le due navate c'è una sepoltura privilegiata anonima.
- 3ª chiesa: nel XII – XIII secolo la vecchia chiesa doppia è demolita e ne viene costruita una nuova romanica. È possibile che avesse un'unica abside semicircolare, ma non ci sono tracce. È stato aggiunto anche il campanile, ancora esistente (anche se poco evidente perché inglobato negli altri edifici).
- 4ª chiesa: nel XV – XVI secolo viene costruito un nuovo presbiterio e una nuova abside pentagonale, entrambi più grandi dei precedenti. L'abside poligonale solitamente è tipica degli ordini conventuali, per cui è possibile ipotizzarne un'influenza. Sono aggiunte due cappelle laterali nella parete sud (ancora esistenti) e una nella parete nord (sono state trovate delle tracce). Gli affreschi sono andati in buona parte perduti. Nell'abside rimane un frammento che riporta la scritta Vitalis, il nome del santo cui è dedicata la chiesa. Il campanile rimane in uso, la canonica viene ingrandita (v. sotto). Facendo un confronto con altre chiese della zona, il presbiterio è sproporzionato rispetto all'aula: è possibile che anche quest'ultima dovesse essere ingrandita, ma i lavori non sono mai stati eseguiti. Il tetto della sacrestia ha restituito alcuni mattoni con incisioni (eseguite con un chiodo sull'argilla cruda) riportanti la data di fabbricazione (1539) e simboli fallici (!).

#### La canonica di san vitale vecchio
La prima canonica è del XII secolo, poi nel XV e XVII è stata rialzata e modificata.
Al primo piano è conservata la Saletta Colleoni, l'unico locale che mantiene l'intonaco originale. Ci sono tracce di un camino, con una nicchia porta-lucerna. Sulle pareti è riportato lo stemma del Colleoni e accanto due leoni che si affrontano: si tratta di un altro simbolo araldico del Colleoni, ricevuto dalla regina Giovanna II di Napoli.
Non è chiaro il perché di questi stemmi Colleoni a Borgonato, si può solo fare un'ipotesi. All'inizio del ‘400 gli Oldofredi di Iseo hanno proprietà anche a Borgonato. Sono fedeli ai Visconti di Milano. Nel 1426 Brescia e la Franciacorta passano sotto il dominio Veneziano. Gli Oldofredi sono banditi, i beni confiscati, messi all'asta e comprati dai Lana. Questi a Brescia abitavano nella zona della Pallata. Dopo la Pace di Lodi (1455) Bartolomeo Colleoni costruisce nella stessa zona il proprio palazzo, che nei secoli sarà poi trasformato nell'attuale Oratorio della Pace (e dove ancora oggi si vedono gli stemmi originali). È quindi possibile che i Lana abbiano deciso di onorare i “vicini di casa” nella loro casa di campagna.

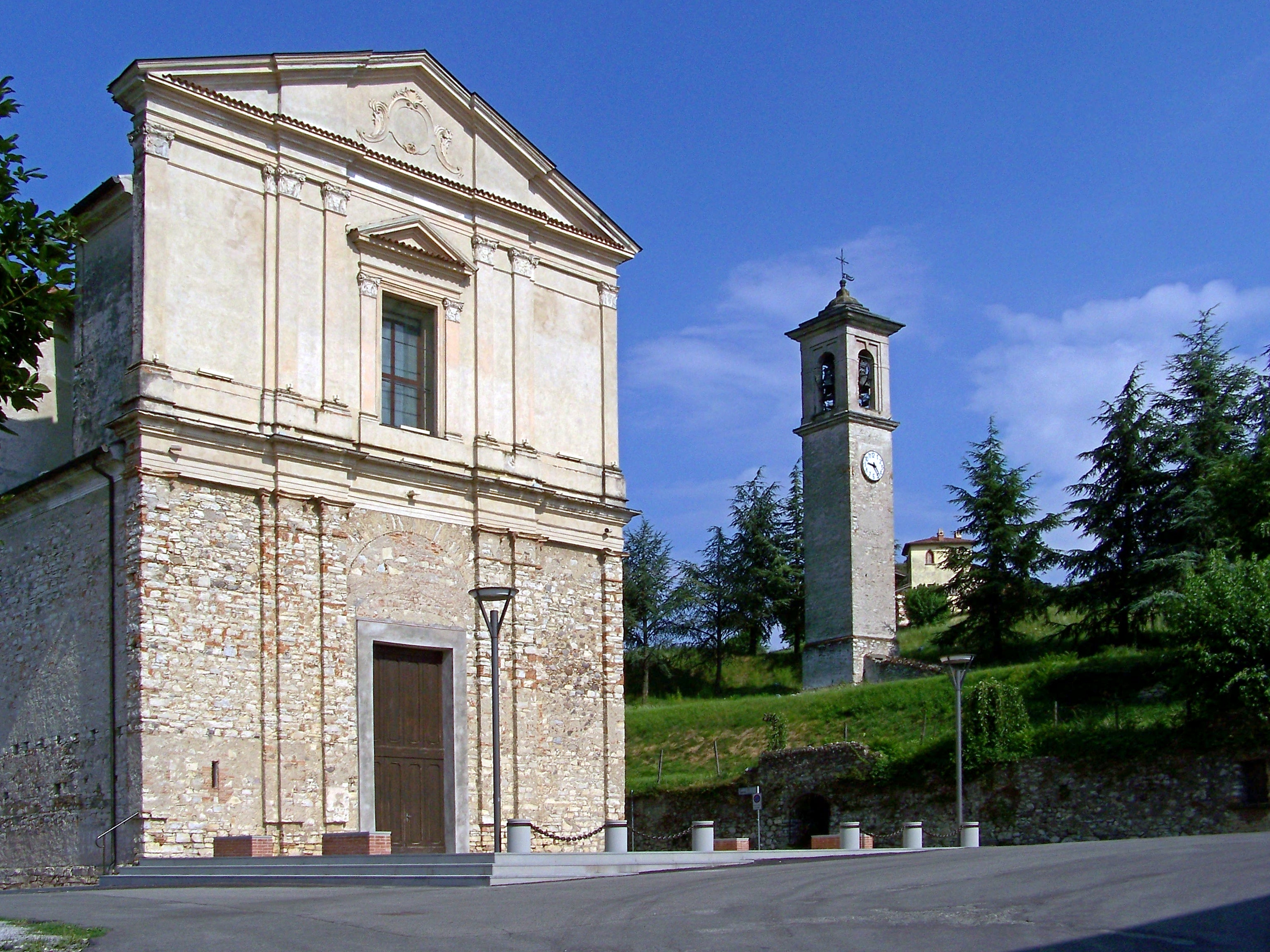
La chiesa parrocchiale di San Vitale

##### L'abbandono della Chiesa di San Vitale Vecchio e l'edificazione della nuova Chiesa Parrocchiale di San Vitale Nuovo
Nel 1756 la chiesa di San Vitale viene definita cadente e meschina e durante una visita pastorale (del Vescovo) si invita a rifarla. 
Alla fine del ‘700 che il Conte Lana dona un terreno per la costruzione della nuova Parrocchiale, situato alla base della collina del castello e prossimo alla sua proprietà. La vecchia chiesa viene progressivamente abbandonata e adibita ad altri usi civili, come quello agricolo e di abitazione. La prima pietra della nuova parrocchiale dedicata anche essa a San Vitale Martire venne posta nel 1786; l'edificio, voluto da don Giovanni Battista Benedini, fu portato a termine nel 1799 esso è il luogo di culto cristiano della frazione, ancora oggi.
Solamente all'inizio del XXI secolo la famiglia Gozio di Gussago, proprietaria delle Distillerie Franciacorta s.p.a., restaura l'intero complesso di San Vitale vecchio e ne fa centro di ricerca per la distillazione, con annessa produzione e vendita di acquavite.

### Palazzo Lana
La parte più antica è del '300 e l'aspetto attuale è del '500 anche se sono state fatte delle modifiche anche nei secoli successivi. Nel 1497 la tradizione vuole vi abbia soggiornato Caterina Corner, regina di Cipro, in visita a Brescia e dintorni. Nel salone di ingresso al piano terra vi sono affreschi settecenteschi, con balconate dipinte sulla volta e sfondato di cielo. Alcune stanze sono arredate ancora come sono state lasciate da Guido Berlucchi. Al primo piano c'è una grande sala (Salone dei Giochi o dei cavalli), con raffigurazioni alle pareti di cavalli, di due giannizzeri che sorvegliano una porta, di maschere veneziane. C'è anche una fedele riproduzione del Castello di Brescia come era nel '600, unico disegno conservato fuori Brescia. Sulla bandiera del castello, è riportata la data del disegno, 16.. (le ultime due cifre sono illeggibili).
La loggetta sotto cui passa Via Ignazio Berlucchi (e il sentiero che porta verso i Dossi) è del '500. Antonio Lana, padre di Ignazio Lana, nel XIX secolo apre in Borgonato una fornace. La fabbrica (edificio ancora esistente vicino al passaggio a livello) erano gli uffici, la fornace era invece a sud della via Cavour. Il conte fa realizzare degli affreschi che riportano le varie fasi della lavorazione e cottura dell'argilla. Anche se sono passati almeno 15 secoli, le fasi descritte sono molto simili a quelle della fornace romana di Quattrovie.
La curiosità è che in tutti i disegni è raffigurato anche lo stesso conte Lana.
Ignazio Lana, ultimo conte, lascia il palazzo al figlio del proprio amministratore, Berlucchi.

#### Il Conte Ignazio Lana
A Corte Franca, ma soprattutto a Borgonato, tutti hanno sentito parlare di questo personaggio per le sue vicende che non si possono proprio definire normali. Un personaggio certamente fuori dal comune del quale, per far capire meglio, ricordiamo alcuni episodi marginali, ma significativi.
Essendo contrario alla costruzione della linea ferroviaria Brescia - Iseo (la riteneva inutile), il giorno della sua inaugurazione, si dice, sfidò il treno cavalcando di stazione in stazione ed aspettandolo ogni volta per evidenziare la sua superiorità rispetto al mezzo di trasporto. Nel tratto di ferrovia che passava da Borgonato (su un tracciato diverso da quello odierno, inaugurato nel 1911), pare che il Conte Lana cavalcasse seduto al contrario sul suo cavallo per beffeggiare le autorità che erano sul viaggio inaugurale di quel treno tra i quali c'era il primo ministro, il bresciano Giuseppe Zanardelli.
Stampò “L'Eco di Borgonato e Provincia” il che è tutto dire.
Famosa è anche la storia della sua finta morte, inscenata durante un suo viaggio all'estero per poi arrivare in chiesa durante la celebrazione del suo funerale, cosa che, ovviamente, gli fece perdere credibilità in certi ambienti. Bizzarro, rivoluzionario, con idee giacobine, il Conte Lana ebbe anche l'idea di dedicare una piazza a Robespierre (si tratta del punto dove inizia il paese provenendo da Nigoline e Timoline; oggi c'è una rotonda dove si incrociano Via Dosso, Via Fontane, Via Cavour e via Broletto).
Il nome fu cambiato in Via Broletto durante il periodo fascista. «Siccome la gente di Borgonato non voleva cambiare quel nome - dicono alcuni vecchi del paese - vennero da Nigoline alcuni fascisti per togliere la lapide col nome di Robespierre, ma per un paio di volte furono cacciati via, finché una notte [...] ci riuscirono».

## Sindaci e Podestà
Dell'Ex comune di Borgonato furono sindaci o podestà (1866-1928)
| Periodo | Periodo        | Primo cittadino       | Note     |
| ------- | -------------- | --------------------- | -------- |
| 1866    | 1885           | Ignazio De Terzi Lana | Conte    |
| 1886    | 1900           | Pietro Foresti        | Conte    |
| 1901    | 1926           | Francesco Berlucchi   |          |
| 1926    | 30 agosto 1928 | Arturo Bersi          | Avvocato |

## Infrastrutture e trasporti

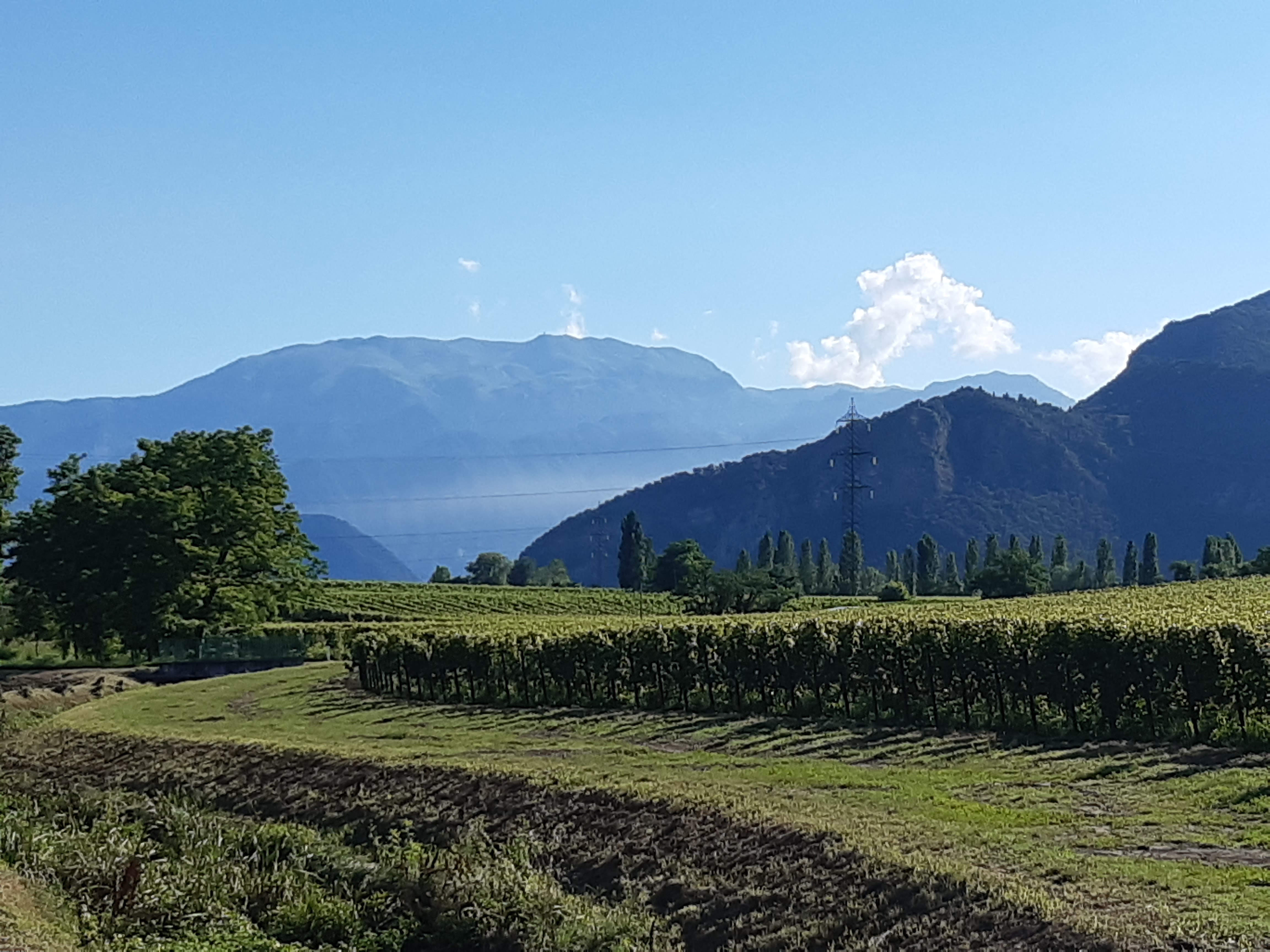
Vista del Monte Guglielmo dai vigneti di Borgonato

La frazione è affiancata dalla ferrovia Brescia-Iseo-Edolo sulla quale è presente la stazione di Borgonato-Adro, a servizio del centro abitato e attiva dal 1911. Tra il 1885 e il 1932, era funzionante anche il vecchio tracciato passante per Monterotondo e dal 1901 fu attiva l'omonima fermata presso il casello ferroviario del passaggio a livello sulla strada che porta a Provaglio d'Iseo.
Borgonato, fra il 1897 e il 1915, fu servito anche da una fermata della tranvia Iseo-Rovato-Chiari, situata all'incrocio fra la strada provinciale IX Rovato-Iseo e la strada di collegamento con la frazione.
Borgonato ha 4 fermate dell'autobus:
- Centro/oratorio servito dalle linee: LS2 Iseo, LS021 (chiari-iseo), LS022
- ex-scuole/fine via dosso linea LS022
- Fermata discoteca Number One: LS021 (Chiari-Iseo), LS027 (Brescia-Iseo), LS040B, LS022
- Fermata Cartotecnica su tangenziale, linee LS021 (Chiari-Iseo), LS027 (Brescia-Iseo), LS040B, LS022